# YKK AP
YKK AP株式会社（ワイケイケイエーピー、英: YKK AP Inc.）は、アルミ建材メーカー。1957年に吉田工業（現 YKK）の製造したファスナーの輸出・営業部門として吉田商事株式会社として設立される。1990年にYKKグループの建材事業の中核会社としてワイケイケイアーキテクチュラルプロダクツ（略称 YKK AP）に商号変更。2002年にYKK AP株式会社に商号変更し、2003年にYKK株式会社の建材製造事業本部と統合される。アルミサッシ出荷数の国内シェアは第1位。

## 沿革
- 1957年（昭和32年）7月22日 - 吉田工業（現・YKK）の子会社でスライドファスナーの輸出と伸銅品の営業を手がける「吉田商事株式会社」として設立
- 1959年（昭和34年）11月 - 富山県黒部市でアルミ溶解と押し出しの工場が完成し[5]、操業開始
- 1961年（昭和36年）11月 - アルミ建具・スパンドレルなどの生産開始[6]
- 1962年（昭和37年） - ビル用アルミサッシの生産開始
- 1966年（昭和41年） 4月 - 一般木造住宅用ハイサッシの生産開始[7]
- 1969年（昭和44年） - 各種サッシ用部品の社内生産を開始[7]
- 1972年（昭和47年）2月 - 四国工場（香川県。現・四国事業所）が操業開始[8]
- 1974年（昭和49年） - 東北工場（宮城県。現・東北事業所）が操業開始[8]
- 1975年（昭和50年） - 九州工場（熊本県。現・九州事業所）が操業開始[8]。バルコニー、ルーフデッキなどのエクステリア製品生産開始
- 1976年（昭和51年）
  - 同年中 - 海外初の建材事業会社であるYKKインダストリーズ・シンガポール社（現・YKK APシンガポール社）設立。
  - 8月 - 越湖工場（現・黒部越湖製造所）が操業開始
- 1978年（昭和53年）7月 - 断熱防音サッシ生産販売開始[9]
- 1982年（昭和57年） - YKK香港社がアルミサッシの生産販売を開始[10]
- 1983年（昭和58年） - 樹脂サッシ生産販売開始
- 1984年（昭和59年） - 複層ガラス生産販売開始。秋田工場（秋田県秋田市）が操業
- 1986年（昭和61年） - アルミ建材初の海外一貫生産工場YKKアルミコ・インドネシア社（現・YKK APインドネシア社）設立
- 1987年（昭和62年） - アルミ外装建材生産販売開始
- 1988年（昭和63年） - 引違いサッシ7Hシリーズ「フレミング」生産販売開始
- 1989年（平成元年） - YKK台湾社 AP事業部を開設。アメリカH.H.ロバートソン社・カプルスプロダクツ事業部とカーテンウォールにおいて技術提携
- 1990年（平成2年） - 商号をワイケイケイアーキテクチュラルプロダクツ株式会社に変更。
- 1991年（平成3年） - 河内アルミニウム工業株式会社（旧・YKK APエクステリア株式会社）の発行済み全株式を取得。YKK APアメリカ社を設立
- 1992年（平成4年） - 滑川工場（現・滑川製造所）が操業開始
- 1994年（平成6年） - 建材製品の商標を｢YKK」から「YKK AP」に変更。
- 1995年（平成7年）7月 - 荻生工場（現・黒部荻生製造所）の第1棟が本格稼働[11]。以降順次操業開始
- 1999年（平成11年） - YKK AP香港社、大連YKK AP社（現・YKK AP大連社）を設立
- 2001年（平成13年） - YKK AP深圳社（現・YKK AP中国社）を設立。
- 2002年（平成14年） - 東陶機器株式会社（現・TOTO株式会社）、大建工業株式会社とリモデル分野で業務提携。YKK AP蘇州社を設立。商号を「YKK AP株式会社」に変更する。YKK中国投資社AP事業部（現・YKK AP中国投資社）を設立
- 2003年（平成15年） - YKK株式会社の建材製造事業本部を統合し、YKKグループの建材事業を完全一体化
- 2004年（平成16年） - 東陶機器株式会社（現・TOTO株式会社）、大建工業株式会社と「ショールーム広島」を開設
- 2005年（平成17年） - 「YKK APショールーム品川」（現・YKK AP体感ショールーム）を開設
- 2006年（平成18年） - 窓事業ブランド「APW」を発売開始
- 2007年（平成19年） - 「価値検証センター」を開設
- 2008年（平成20年） - YKK AP FACADE社をシンガポールに設立。YKK AP上海社（現・YKK AP中国社）を設立
- 2009年（平成21年） - 樹脂窓「APW330」を東北エリアから販売開始
- 2010年（平成22年） - 窓リフォームの新店舗ブランド「MADOショップ」を運営開始
- 2011年（平成23年） - 埼玉窓工場の操業を開始
- 2013年（平成26年）- インドのボルーカアルミニウム社（現・ボルーカエクストリュージョンズ社）の事業譲受
- 2014年（平成27年）- 大規模修繕会社｢株式会社ラクシー｣（現・YKK APラクシー）発行済み全株式を取得
- 2015年（平成27年）- YKK APタイ社を設立
- 2016年（平成28年）4月12日 - 黒部荻生製造所内にYKK AP R&Dセンターを開設[12]
- 2017年（平成29年）- YKK AP R&Dセンター（ドイツ）を開設。｢製品安全対策ゴールド企業｣に認定
- 2018年（平成30年）- YKK AP R&Dセンター（インドネシア）を開設
- 2019年（令和元年）- YKK APアメリカ社がカナダのカーテンウォールメーカー「エリーAP社」の発行済み全株式を取得
- 2020年（令和2年）- YKK AP深圳社にYKK AP上海社を合併し、YKK AP中国社を設立。YKK台湾社 AP事業部をYKK台湾社から分割し、YKK AP台湾社を設立
- 2021年（令和3年）- アルミ樹脂複合窓「エピソードⅡ」の販売を開始。大規模修繕会社｢株式会社日東｣発行済み全株式を取得。
- 2022年（令和4年）- YKK AP北米テクノロジーズ社を設立
- 2024年（令和6年） -  ｢金秀アルミ工業株式会社｣発行済み全株式を取得[13][14]

## 広告
新聞の気象予報欄にはイラストの動物が「窓を考える会社」と言っている台詞のみのものと、「マド予報」「ドア予報」という窓・扉に因んだ大喜利の様な一言のみの小さな企業広告を毎日出稿している。

## 提供番組
2020年2月現在
テレビ
- セブンルール（関西テレビ）
- 報道ステーション（テレビ朝日系列） - 火曜のみ
- 世界の窓（BS-TBS）
- 辰巳琢郎の家物語～リモデル★きらり（BS朝日）
- YKK AP ムービープラス・プレミア（ムービープラス）

ラジオ
- ニュース・パレード（文化放送制作、NRN系列全国ネット）
- YKK AP presents 皆藤愛子の窓café〜窓辺でcafé time〜（TOKYO FM制作、JFN系列全国ネット）

なお、吉田商事時代は親会社の吉田工業（当時）と合同によりYKK名義で提供していた。